# Fedora (Vorname)
Fedora ist ein weiblicher Vorname.

## Herkunft und Bedeutung
Beim Namen Федора Fedora handelt es sich um die russische Variante des griechischen Namens Θεοδώρα Theodōra.

## Verbreitung
Neben dem russischen Sprachraum ist Fedora auch in Italien und Rumänien verbreitet. In Deutschland wurde der Name zwischen 2006 und 2018 nur etwa 10 Mal vergeben.

## Varianten
Eine weitere russische Namensvariante ist Феодора Feodora. Die männlichen Varianten lauten Федор Fedor, Феодор Feodor und Фёдор Fjodor.
Für weitere Varianten: siehe Theodora und Theodor

## Bekannte Namensträgerinnen
- Fedora Alemán (1912–2018), venezolanische Sängerin (Sopran)
- Fedora Barbieri (1920–2003), italienische Opernsängerin